# جمعية الأمريكان العرب في نيويورك
جمعية الأمريكان العرب في نيويورك وتعرف أيضًا باسم الجمعية الأمريكية العربية في نيويورك هي منظمة عربية أمريكية وإسلامية للحقوق المدنية تقع في نيويورك. كانت ليندا صرصور المديرة التنفيذية السابقة للجمعية، حتى تنحت عن منصبها في عام 2017.

## روابط خارجية
- الموقع الرسمي